# Konica Cup 1991
La Konica Cup 1991 è stata la seconda edizione del secondo torneo organizzato dalla Japan Soccer League, all'epoca massimo livello del campionato giapponese di calcio.

## Squadre partecipanti
Assieme alle dodici squadre iscritte alla prima divisione della Japan Soccer League, vi prende parte la sola sezione Under-22 della Nazionale, risultante della fusione tra Under-19 e Under-21.

## Date
| Turno                  | Data                           |
| ---------------------- | ------------------------------ |
| Primo turno - Girone A | 25 settembre - 23 ottobre 1991 |
| Primo turno - Girone B | 11 settembre - 23 ottobre 1991 |
| Semifinali             | 30 ottobre 1991                |
| Finale                 | 3 novembre 1991                |

## Risultati

### Fase a gironi

#### Girone A
| Squadra             | P.ti | G | V | S | RF | RS | DR  |
| ------------------- | ---- | - | - | - | -- | -- | --- |
| Toyota Motors       | 21   | 5 | 5 | 0 | 15 | 5  | +10 |
| Honda Motor         | 17   | 5 | 4 | 1 | 11 | 7  | +4  |
| Matsushita Electric | 12   | 5 | 3 | 2 | 9  | 11 | -2  |
| Yomiuri             | 9    | 5 | 2 | 3 | 8  | 8  | 0   |
| ANA                 | 3    | 5 | 1 | 4 | 2  | 10 | -8  |
| Hitachi             | 1    | 5 | 0 | 5 | 2  | 6  | -4  |

|                     | TOY   | HON   | MAT           | YOM           | ANA           | HIT           |
| ------------------- | ----- | ----- | ------------- | ------------- | ------------- | ------------- |
| Toyota Motors       |       | 4 - 2 | 2 - 1         | 3 - 2         | 5 - 0         | 1 - 0         |
| Honda Motor         | 2 - 4 |       | 4 - 2         | 1 - 0         | 2 - 1         | 2 - 0         |
| Matsushita Electric | 1 - 2 | 2 - 4 |               | 3 - 3 (1 - 0) | 1 - 0         | 2 - 2 (6 - 5) |
| Yomiuri             | 2 - 3 | 0 - 1 | 3 - 3 (0 - 1) |               | 2 - 1         | 1 - 0         |
| ANA                 | 0 - 5 | 1 - 2 | 0 - 1         | 1 - 2         |               | 0 - 0 (3 - 2) |
| Hitachi             | 0 - 1 | 0 - 2 | 2 - 2 (5 - 6) | 0 - 1         | 0 - 0 (2 - 3) |               |

#### Girone B
| Squadra           | P.ti | G | V | S | RF | RS | DR |
| ----------------- | ---- | - | - | - | -- | -- | -- |
| JR-East Furukawa  | 19   | 6 | 5 | 1 | 11 | 5  | +6 |
| Nissan Motors     | 16   | 6 | 4 | 2 | 10 | 4  | +6 |
| Yamaha Motors     | 11   | 6 | 3 | 3 | 7  | 8  | -1 |
| Mazda             | 11   | 6 | 3 | 3 | 6  | 8  | -2 |
| Toshiba           | 9    | 6 | 2 | 4 | 8  | 7  | +1 |
| Mitsubishi Motors | 8    | 6 | 2 | 4 | 6  | 9  | -3 |
| Giappone U-22     | 8    | 6 | 2 | 4 | 8  | 15 | -7 |

|                   | JEF   | NIS   | YAM           | MAZ           | TOS           | MIT           | U21   |
| ----------------- | ----- | ----- | ------------- | ------------- | ------------- | ------------- | ----- |
| JR-East Furukawa  |       | 1 - 0 | 3 - 2         | 0 - 2         | 2 - 0         | 1 - 0         | 4 - 1 |
| Nissan Motors     | 0 - 1 |       | 0 - 1         | 2 - 0         | 1 - 0         | 1 - 1         | 5 - 1 |
| Yamaha Motors     | 2 - 3 | 1 - 0 |               | 0 - 0 (2 - 3) | 0 - 3         | 3 - 2         | 1 - 0 |
| Mazda             | 2 - 0 | 0 - 2 | 0 - 0 (3 - 2) |               | 0 - 2         | 1 - 2         | 3 - 2 |
| Toshiba           | 0 - 2 | 0 - 1 | 3 - 0         | 2 - 0         |               | 1 - 1 (2 - 3) | 2 - 3 |
| Mitsubishi Motors | 0 - 1 | 1 - 2 | 2 - 3         | 2 - 1         | 1 - 1 (3 - 2) |               | 0 - 1 |
| Giappone U-22     | 1 - 4 | 1 - 5 | 0 - 1         | 2 - 3         | 3 - 2         | 1 - 0         |       |

### Fase ad eliminazione diretta

#### Semifinali
| Tokyo 30 ottobre 1991 | Toyota Motors | 2 – 0 | Nissan Motors | Nishigaoka Stadium |

| Tokyo 30 ottobre 1991 | JR-East Furukawa | 0 – 1 | Honda Motor | Nishigaoka Stadium |

#### Finale
| Tokyo 3 novembre 1991                        | Toyota Motors        | 4 – 4 (d.t.s.) | Honda Motor | National Stadium |
| \| \| \| \| \| \| Tiri di rigore 2 – 1 \| \| |                      |                |             |                  |
|                                              |                      |                |             |                  |
|                                              | Tiri di rigore 2 – 1 |                |             |                  |

## Verdetti
- Squadra vincitrice:  Toyota Motors (primo titolo)
- Premio fair play:  JR-East Furukawa
- Miglior giocatore:  Paulinho Criciúma ( Toyota Motors)